# Sika (Sprache)
Sika oder Sara Sikka ist eine im Ostteil von Flores von den Sika gesprochene Sprache. Sie gehört zu den zentral-östlichen-malayo-polynesischen Sprachen der malayo-polynesischen Sprachen innerhalb der austronesischen Sprachen.